# 香川町
香川町（かがわちょう）は、香川県香川郡に属していた町。
2006年（平成18年）1月10日に高松市に編入された。

## 地理
香川県の県庁所在地の高松市に隣接していた事などから、そのベッドタウンとして人口は増加していた。なお、高松市と合併後は、人口が減少傾向にある。
町域内は全体的に丘陵地が目立つ。また、高松市などへの野菜や果実の供給地としての役割を担っていたものの、瀬戸内式気候で水不足に悩まされてきたため、市宮池や龍満池や田渡池などなど、大小多くの溜め池が存在する。なお、町の西端には香東川が流れているものの、普段の水量は限られる。

### 人口
| \| 1955年（昭和30年） \| 11,302人 \| \| \| 1960年（昭和35年） \| 11,210人 \| \| \| 1965年（昭和40年） \| 11,281人 \| \| \| 1970年（昭和45年） \| 12,420人 \| \| \| 1975年（昭和50年） \| 15,225人 \| \| \| 1980年（昭和55年） \| 19,360人 \| \| \| 1985年（昭和60年） \| 20,964人 \| \| \| 1990年（平成2年） \| 22,649人 \| \| \| 1995年（平成7年） \| 23,324人 \| \| \| 2000年（平成12年） \| 24,136人 \| \| \| 2005年（平成17年） \| 24,220人 \| \| \| 2010年（平成22年） \| 23,534人 \| \| \| 2015年（平成27年） \| 23,027人 \| \| |          |  |
| 総務省統計局 / 国勢調査（2015年） |          |  |
| 1955年（昭和30年） | 11,302人 |  |
| 1960年（昭和35年） | 11,210人 |  |
| 1965年（昭和40年） | 11,281人 |  |
| 1970年（昭和45年） | 12,420人 |  |
| 1975年（昭和50年） | 15,225人 |  |
| 1980年（昭和55年） | 19,360人 |  |
| 1985年（昭和60年） | 20,964人 |  |
| 1990年（平成2年） | 22,649人 |  |
| 1995年（平成7年） | 23,324人 |  |
| 2000年（平成12年） | 24,136人 |  |
| 2005年（平成17年） | 24,220人 |  |
| 2010年（平成22年） | 23,534人 |  |
| 2015年（平成27年） | 23,027人 |  |

## 歴史
- 1955年（昭和30年）4月1日 - 香川郡川東村・浅野村・大野村の3村が合併して、香川町が発足。
- 1956年（昭和31年）10月25日 - 香川郡塩江町の東谷地区・安原下地区の一部が香川町に編入。
- 1958年（昭和33年）4月1日 - 香川町寺井地区北部が、高松市（一宮地区）へ編入。
- 2006年（平成18年）1月10日 - 高松市へ編入合併された。

## 行政
- 香川町町役場が、高松市との合併後は、高松市の出張所の1つとして活用されている。
- 町長：岡弘司（-2006年1月9日）

## 経済

### 産業
- 農業 - 高松市に近いという条件を活かした近郊農業など。
- 養鶏 - 高松空港近くの香川町川東上の付近で盛ん。
- 大規模商業施設 - ショッピングセンター・ウイングポート（マルヨシセンターウイングポート店）、マルヨシセンター川東店、マルナカ浅野店、大野店、マイケル川東店など

## 教育

### 保育園
- 高松市立大野保育所
- 高松市立浅野保育所 - 市宮池の畔にある。
- 高松市川東保育所
- 高松市立川東南保育所
- 私立さんさん保育園

### 幼稚園
- 高松市立浅野幼稚園 - 高松市立浅野小学校と隣接する。
- 高松市立大野幼稚園
- 高松市立川東幼稚園

### 小学校
- 高松市立浅野小学校
- 高松市立大野小学校
- 高松市立川東小学校 - 竜桜公園に隣接している。

### 中学校
- 高松市立香川第一中学校

### 高等学校
- 香川県立香川中央高等学校

かつては香川県立高松南高等学校香南分校も置かれていたものの、香川中央高校開校に伴い1989年に閉校した。場所は現在の百十四銀行空港口支店。

### 大学・短期大学
無し。

## 交通

### 空港
高松空港の敷地の一部が町域にかかっている。しかしながら、空港の主要部分は隣の香南町に有る。

### 鉄道
香川町廃止時点において、町内に鉄道路線は無かった。ただし、高松市内の高松琴平電気鉄道の琴平線の仏生山駅・一宮駅などが利用されていた。なお、1958年に寺井地区の北部が高松市に編入されるまでは、琴平線の空港通り駅付近の区間が町内を通っていた。しかし、当時から町内に駅は無かった。
なお、1929年11月から1941年5月までは、高松琴平電気鉄道の塩江線が通っていた。

### 主な道路
一般国道
町内を通る一般国道としては、国道193号・国道377号・国道492号が有る。この中で国道193号は香川町を南北に貫く幹線道路である。
県道
町内を通る県道としては、香川県道13号三木綾南線（現・県道13号三木綾川線）・県道43号中徳三谷高松線・県道164号三谷香川線・県道165号東谷岩崎線・県道166号岩崎高松線・県道170号岡本香川線・県道172号川東高松線・県道280号高松香川線が挙げられる。
なお、かつては県道168号安原下善通寺線（現・国道377号）も、町内を通る県道の1本であった。
自転車道
香東川の右岸に塩江香川高松自転車道が南側から続いており、香川中央高校付近で香東川を渡河して町域から抜ける。

## 地域
行政地名（町・字）は8大字を編成する。これは当町成立前の各大字を継承したものであり、当初は6大字が存在したが1956年（昭和31年）に隣接する塩江町から町域の一部を編入した際、大字東谷の全域および大字安原下の一部が当町の町域となった。
地番は原則的に各大字を地番区域としているため、数字は各大字内を通して起番されているが、例外的に大字安原下では第1号および第3号によって区切られており、それらの地域では地番の数字の前にその符号を冠して表示する。ただし、高松市への合併後は旧大字を継承した階層にその符号を含んだため、地番そのものには符号を含まない形に変更された。この変更は同様に地番に十干を用いる町丁（新田町、仏生山町、国分寺町福家）がある高松市内では例外的な措置である。なお、この階層構造の違いは小字の階層を跨ぐに留まるため、小字を含まない住所表記ではその影響を受けず、符号（第1号、第3号）の位置関係は同一である。
| 町丁字 コード | 名称       | よみ                    | 下位地名 | 郵便番号 | 旧自治体 | 合併後                              |
| ------------- | ---------- | ----------------------- | -------- | -------- | -------- | ----------------------------------- |
| 1             | 大字東谷   | おおあざ ひがしたに     | 小字     | 761-1707 | 塩江町   | 香川町東谷                          |
| 2             | 大字川内原 | おおあざ かわないはら   | 小字     | 761-1704 | 川東村   | 香川町川内原                        |
| 3             | 大字川東上 | おおあざ かわひがしかみ | 小字     | 761-1706 | 川東村   | 香川町川東上                        |
| 4             | 大字川東下 | おおあざ かわひがししも | 小字     | 761-1705 | 川東村   | 香川町川東下                        |
| 5             | 大字浅野   | おおあざ あさの         | 小字     | 761-1703 | 浅野村   | 香川町浅野                          |
| 6             | 大字大野   | おおあざ おおの         | 小字     | 761-1701 | 大野村   | 香川町大野                          |
| 7             | 大字寺井   | おおあざ てらい         | 小字     | 761-1702 | 大野村   | 香川町寺井                          |
| 8             | 大字安原下 | おおあざ やすはらしも   | 小字     | 761-1708 | 塩江町   | 香川町安原下第1号 香川町安原下第3号 |

## 名所・旧跡・観光スポット・祭事・催事
- 竜桜公園
龍満池は1627年（寛永4年）に西嶋八兵衛により築造された。池の中央には川東八幡神社の御旅所が100 m突き出している。讃岐百景の1つに数えられる。
- 竜満城跡
かつて竜満城が香東川の右岸に建っていた。
- 祇園座
農村歌舞伎の祇園座は、江戸時代末期頃に初めて氏神へ奉納するために催され、それが次第に農村の慰安娯楽行事として定着していった。その流れを受け継ぎ、中学生や高校生が文化祭などで演技を披露する事もあった。1960年4月3日に香川県の無形民俗文化財に指定された。
- 田渡池自然公園
田渡池は1795年（寛政7年）に築造された。昭和から平成にかけて改修された。水辺の植物が見られる。
- ひょうげ祭り
名称の意味は、「ひょうきん」「おどけた」などのニュアンスを含む讃岐弁「ひょうげな」から。その名の通り、町民が思い思いのユーモラスな格好で町を練り歩く祭りだった。奇祭として知られ、香川県下でも代表的な祭りの1つに数えられている。また、祭りや風景を題材とした写真コンテストも行われる。神具一式は、県の有形民俗文化財に指定された。
- 横岡山古墳
築造推定期は5世紀後半～6世紀頃。横穴式石室は長さ9 m、内部の幅・高さ共に1.5 m。
- 油山
山中の岩の間から油が流れ出ていて、住民が照明用の燃料にしたという伝説が残る。
- 舟岡古墳出土石棺
両側が砕かれ、石樋として使われていた事もある石棺。
- 東赤坂古墳
古墳時代末期の7世紀に築造された。町内で唯一、盛土も完全に残る。内部は8畳ほどの広さ。
- 香川第一中学校石彫公園と句碑
香川県内の若手を中心とした作家の石彫作品が、坂を利用した校内の公園内に並ぶ。また、ホトトギス派合田丁字路による「入学も卒業もこの桜坂」の句碑が桜坂に有る。